# Acacia leichhardtii
Acacia leichhardtii é uma espécie de leguminosa do gênero Acacia, pertencente à família Fabaceae.